# Candlemass
Pour les autres significations, voir Candlemass (album).
Candlemass est un groupe suédois de doom metal, originaire de Stockholm. Formé en 1984 par Leif Edling, leader et compositeur du groupe. Depuis sa formation, le groupe connait plusieurs périodes d'inactivité, et voit sa formation changer à plusieurs reprises.

## Biographie

### Formation et débuts (1984–1990)
En 1982, Leif Edling formait le groupe Nemesis avec Anders Wallin, Christian Weberyd et Anders Waltersson. Ce groupe fait paraître un EP, The Day of Retribution, ainsi que deux démos. En 1984, le groupe est dissous, et Leif Edling forme en parallèle Candlemass. En anglais, Candlemas est la Chandeleur.
Le groupe publie Epicus Doomicus Metallicus, son premier album, en 1986. L'album est un succès, considéré comme un classique du genre. Candlemass est alors produit par le label français Black Dragon et sa composition est la suivante : Leif Edling à la basse, Mats « Mappe » Björkman à la guitare, Mats Ekstrom à la batterie, et Johan Längqvist au chant. Cet album, influencé par certains titres de Black Sabbath tels que Iron Man, est à l'origine du genre epic doom metal, qui mêle les éléments du doom metal (compositions longues au tempo lent, paroles et musique évoquant l'approche inexorable d'un destin funeste) à des paroles rappelant l'heroic fantasy. Le premier titre de cet album, Solitude, fait l'objet d'une reprise par les groupes Anorexia Nervosa (dans une édition limitée de l'album New Obscurantis Order) et Desire,. Ce titre est distinct du titre du même nom figurant sur l'album Master of Reality de Black Sabbath.
Candlemass signe avec le label britannique Active Records pour son album suivant, Nightfall, qui est publié en 1987. Johan Längqvist est remplacé au chant par Bror Jan Alfredo Marcolin (dit « Messiah » Marcolin), Jan Lindh prend la place de Mats Ekstrom à la batterie et Lars Johansson est intégré au groupe comme guitariste principal. Cet album est un nouveau succès, notamment grâce à « Messiah » Marcolin : celui-ci a une voix peu commune dans le monde du metal et s'habille en moine sur scène (« Messiah » signifie « messie » en anglais). Un clip vidéo est créé pour le titre Bewitched (en anglais « bewitched », participe-passé de « to bewitch », signifie « ensorcelé » ou, au sens figuré, « charmé »), c'est dans ce clip que l'on peut voir une apparition de Dead du groupe de black metal Mayhem. Les paroles, dans cet album, sont moins caractéristiques du doom metal et plus influencées par une atmosphère religieuse (et ce dans un but musical plus que par prosélytisme). La formation du groupe pour cet album est l'une des plus largement appréciées. Le groupe sort ensuite les albums Ancient Dreams en 1988 et Tales of Creation en 1989, respectivement chez les labels Active Records et Music for Nations ; puis un album live intitulé Live voit le jour en 1990, distribué par Metal Blade Records.

### Changements, pause, et première reprise (1991–2000)
En 1991, « Messiah » Marcolin quitte la formation pour créer le groupe Memento Mori avec Mike Wead, après quoi Candlemass recrute le chanteur Thomas Vikström pour l'enregistrement de l'album Chapter VI, qui sort en 1992 : cet album ne rencontre pas un franc succès,. Puis sort en 1993 l'EP Sjunger Sigge Fürst chez Megarock, après quoi le groupe est dissous. De son côté, Leif Edling s'investit dans son nouveau groupe de power metal, Abstrakt Algebra ; ce groupe sort en 1995 un album éponyme et en enregistre un second qui n'est publié qu'en 2006.
Le groupe se retrouve toutefois en 1997, avec la formation suivante Bjorn Flodkvist au chant, Leif Edling à la basse, Mike Amott à la guitare, Jejo Perkovic à la batterie (il était le batteur du groupe Abstrakt Algebra), Carl Westholm au synthétiseur. C'est avec cette formation que Candlemass sort en 1998 l'album Dactylis Glomerata ; Dactylis Glomerata est une plante au fort pouvoir allergisant. En 1999, Mike Amott est remplacé à la guitare par Mats Ståhl et le groupe sort l'album From the 13th Sun, qui paraîtra à nouveau sous la forme d'un disque vinyle en 2007 puis sous la forme d'un CD en 2008.

### Retour dans la scène doom metal (depuis 2002)
En 2001, le groupe retrouve la formation qu'il a eue lors de l'enregistrement de Nightfall. Il part en tournée en Europe[réf. souhaitée] et en 2003 sortent un album live, Doomed for Live, et un DVD, Documents of Doom. Un nouvel album, intitulé Candlemass, sort ensuite en 2005 : il est un retour au genre epic doom des premiers albums. Pour cet album, le groupe a signé avec le label Nuclear Blast.
En 2005 les membres de Candlemass s'associent à leurs amis de Europe, Mickey Dee de Motörhead, etc., ,, pour enregistrer un titre ensemble dont les bénéfices seront reversés à des associations d'aide aux victimes du Tsunami de décembre 2004.
En 2006, « Messiah » Marcolin quitte le groupe et est remplacé par Robert Lowe, chanteur de Solitude Aeturnus. L'album King of the Grey Islands sort en 2007, un EP intitulé Lucifer Rising est distribué en 2008 et un dernier album, Death Magic Doom, est produit en 2009. Candlemass était présent au festival Wacken Open Air en 2010. Le groupe donne à plusieurs reprises des concerts où il interprète l'intégralité de l'album Epicus Doomicus Metallicus en compagnie de Johan Lanquist.
En juin 2012, le groupe annonce le remplacement de Robert Lowe par Mats Levén (Krux, Yngwie Malmsteen) et l'arrivée de Per Wiberg (Opeth, Spiritual Beggars) comme claviériste live.
En 2018,  Johan Längqvist, le chanteur originel du group remplace Mats Levén et rejoint Candlemass. En 2019, ils sortent l’album The Door to Doom, 33 ans après la sortie de Epicus Doomicus Metallicus. En 2022, l’album Sweet Evil Sun sort.

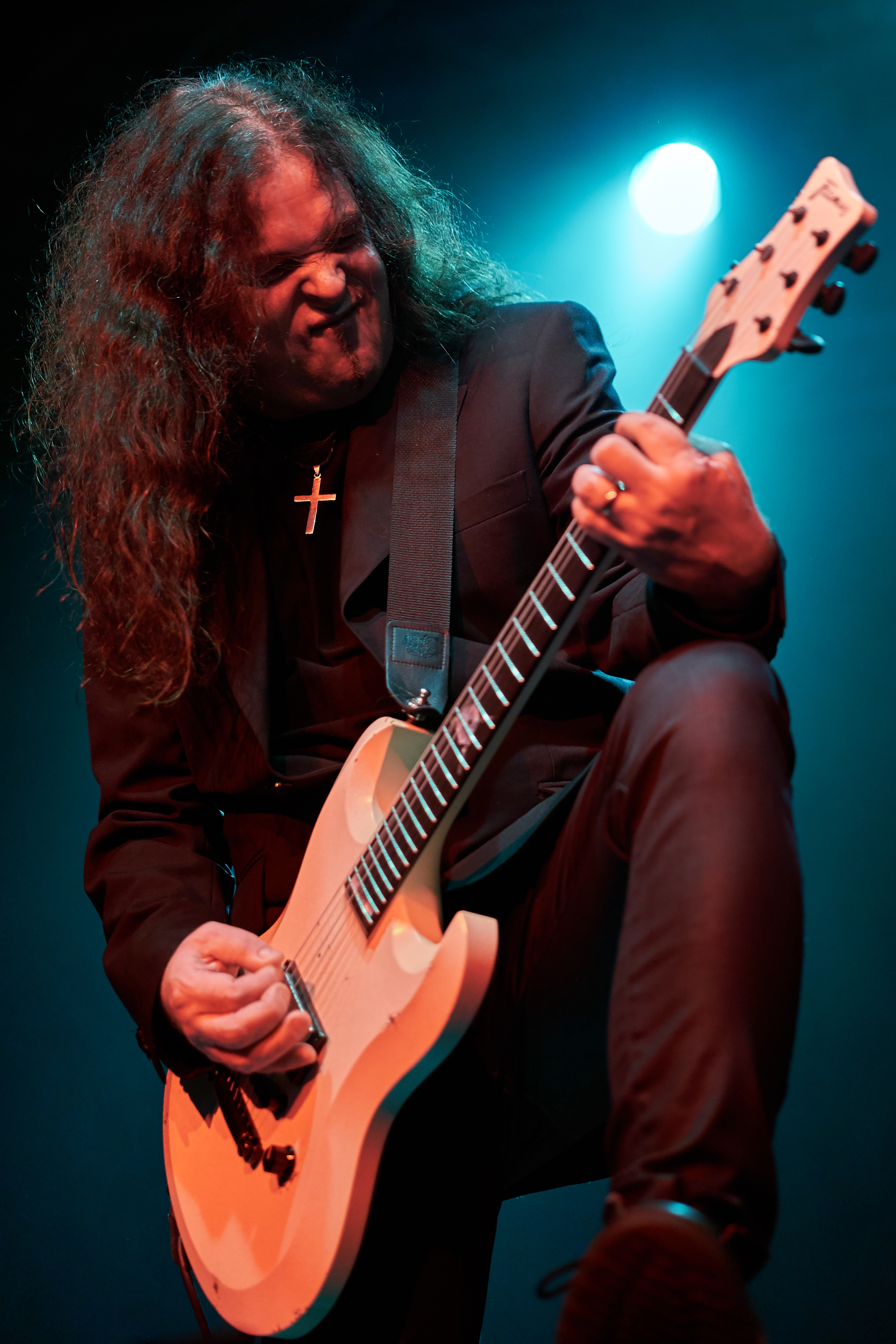
Mats Björkman
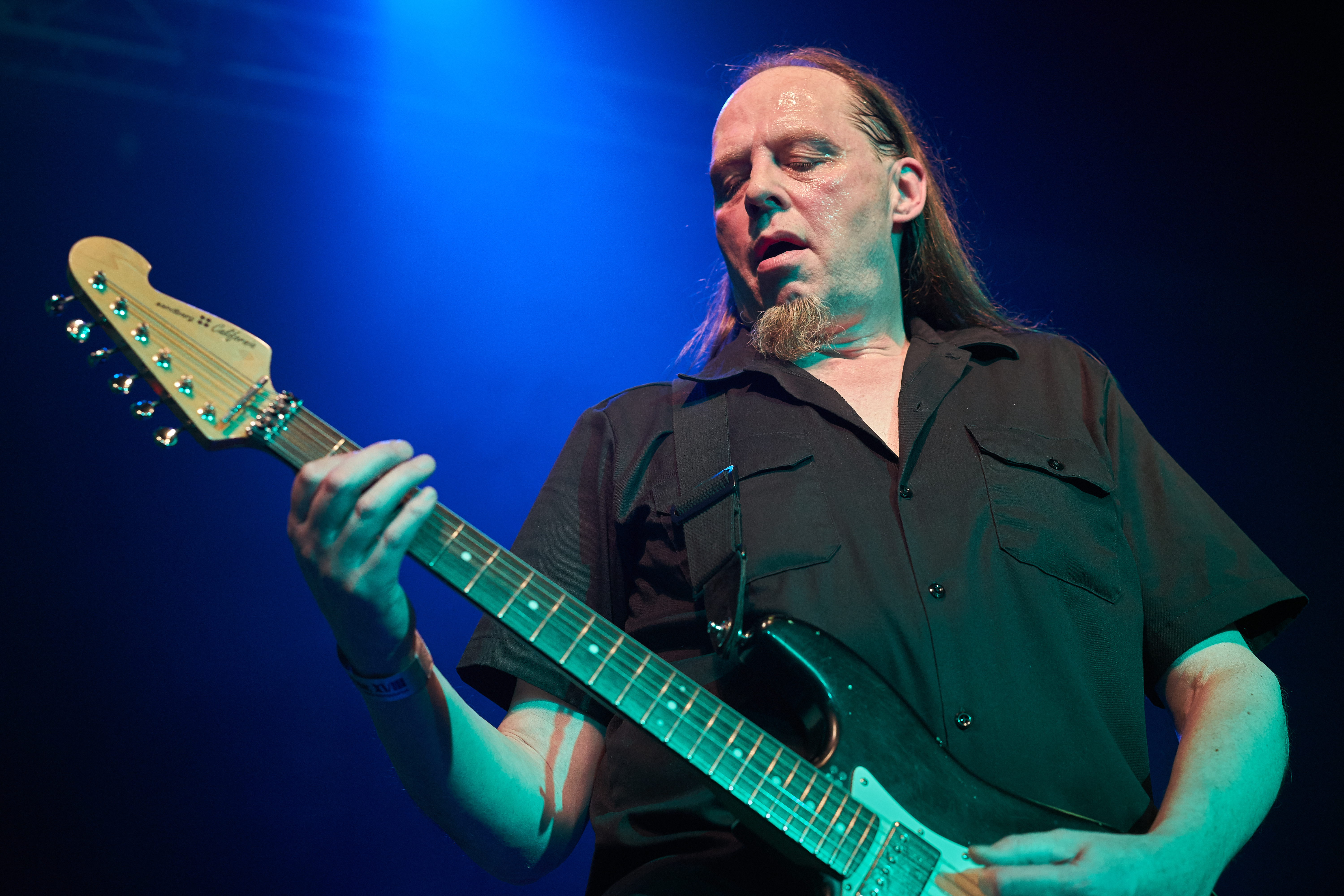
Lars Johansson
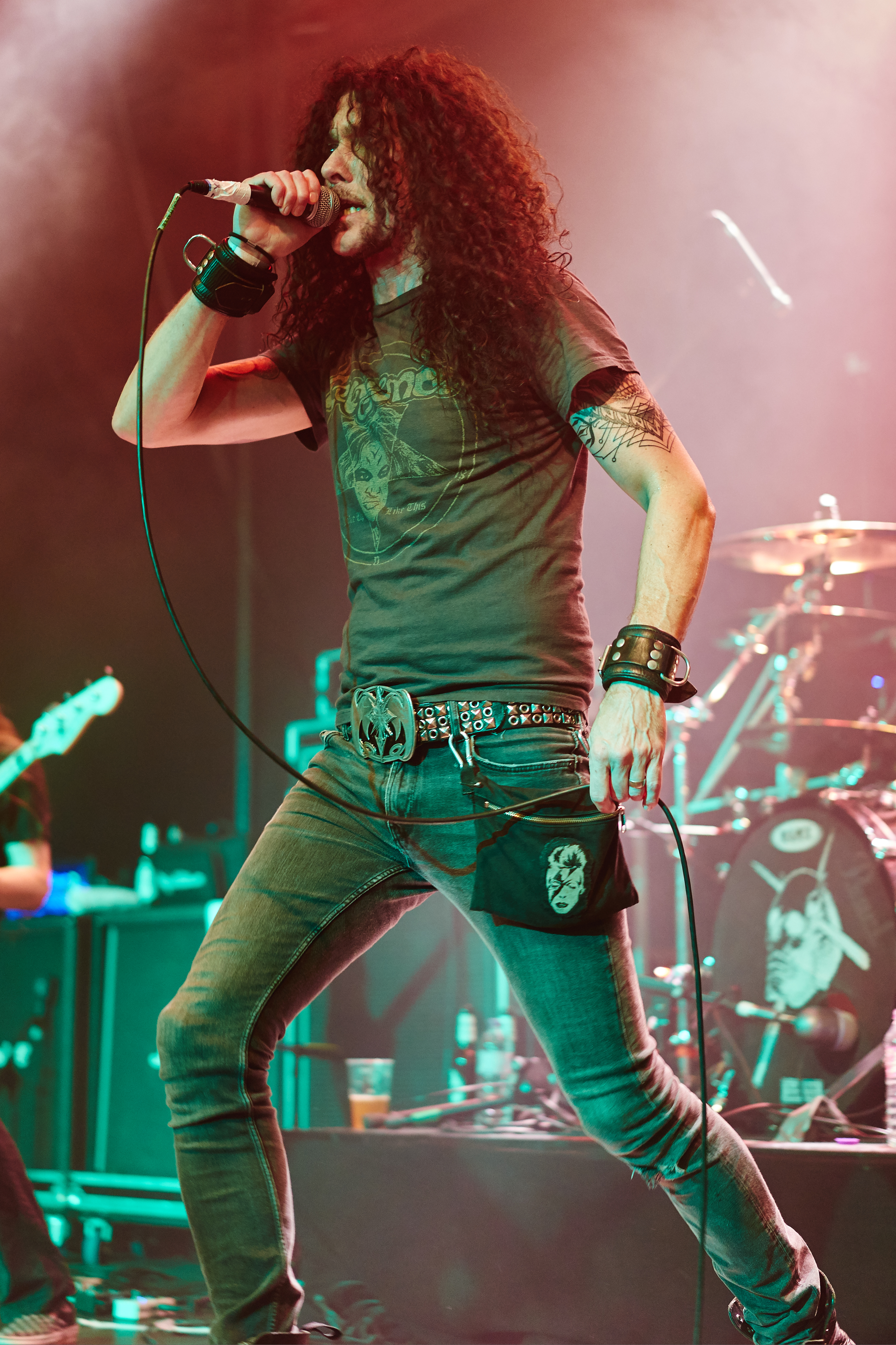
Mats Levén
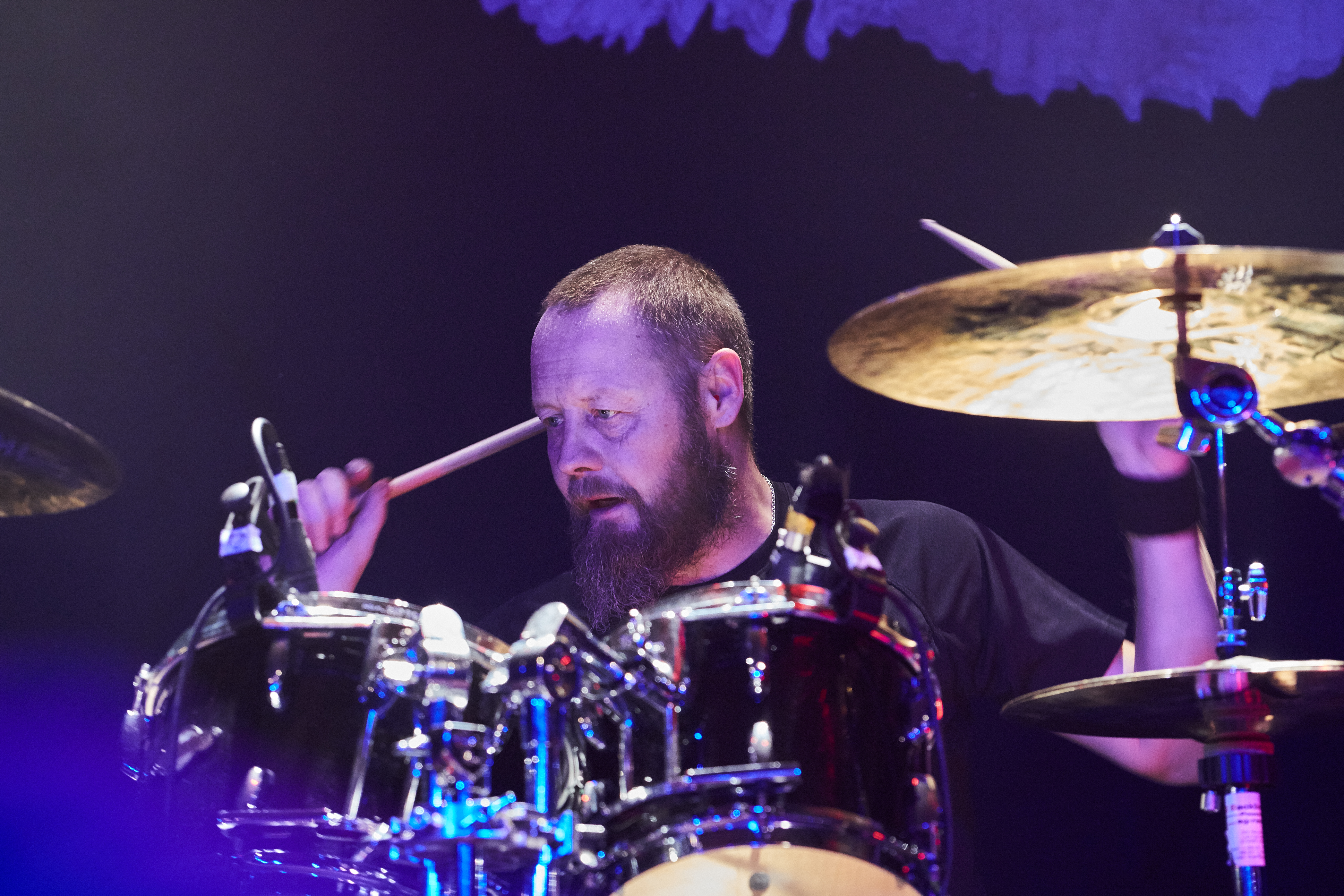
Jan Lindh

## Membres

### Membres actuels
- Leif Edling – basse (1984–1994, 1997–2002, depuis 2004), chant (1984-1986)
- Mats « Mappe » Björkman – guitare rythmique (1984–1994, 2002, depuis 2004)
- Lars Johansson – guitare lead (1986–1994, 2002, depuis 2004)
- Jan Lindh – batterie, percussions (1986–1994, 2002, depuis 2004)
- Johan Längqvist – chant (1986, depuis 2018)

### Anciens membres
- Klas Bergwall – guitare lead (1984–1986)
- Matz Ekström – batterie, percussions (1984–1986)
- Messiah Marcolin – chant lead (1986–1991, 2002, 2004–2006)
- Thomas Vikström – chant lead (1991–1994)
- Carl Westholm – clavier (1997–1998)
- Michael Amott – guitare lead (1997–1999)
- Björn Flodkvist – chant lead (1997–2002)
- Jejo Perkovic – batterie, percussions (1997–2002)
- Mats Ståhl – guitares rythmique et lead (1999–2002)
- Robert Lowe (en) – chant lead (2006–2012)
- Ian Haugland (Europe) - Batterie (1998)
- Mats Levén – chant (2012-2018)

## Discographie

### Albums studio
- 1986 : Epicus Doomicus Metallicus
- 1987 : Nightfall
- 1988 : Ancient Dreams
- 1989 : Tales of Creation
- 1992 : Chapter VI
- 1998 : Dactylis Glomerata
- 1999 : From the 13th Sun
- 2005 : Candlemass
- 2007 : King of the Grey Islands
- 2009 : Death Magic Doom
- 2012 : Psalms for the Dead
- 2019 : The Door to Doom
- 2022 : Sweet Evil Sun

### Autres
- 1988 : Samarithan
- 1988 : At The Gallows End
- 1988 : Live (live)
- 1988 : Sjunger Sigge Furst (EP)
- 1988 : As It Is, As It Was
- 1988 : Documents of Doom (DVD)
- 1988 : Diamonds of Doom (vinyle à tirage limité)
- 2003 : Doomed For Live (live)
- 2003 : Diamonds of Doom (compilation)
- 2004 : Essential Doom (compilation)
- 2005 : The Curse of Candlemass (DVD)
- 2008 : Lucifer Rising (EP)
- 2013 : Epicus Doomicus Metallicus - Live at Roadburn 2011
- 2016 : Death Thy Lover (EP)
- 2018 : House of Doom (EP)